# Premios Latino
Premios Latino é uma premiação anual de cinema e música, criada em 2016 pela Fundación Mundo Ciudad para premiar produções da indústria audiovisual ibero-americana. A primeira noite de premiação em 2016 foi transmitida ao vivo pela RTVA (Radio y Televisión de Andalucía) .

## História

### Sobre o Premios Latino
O objetivo principal do festival internacional Premios Latino é reconhecer a qualidade artística e/ou técnica de longa-metragens, curta-metragens, documentários e videoclipes, independentemente da vendagem ou a posição nas listas de execuções em rádio ou na bilheteria.

### Júri histórico
O júri histórico é formado pelos seguintes profissionais:
- Antonio del Real[carece de fontes?]
- Constancio Rodríguez
- Belén Bernuy
- José Manuel Parada
- Aurora Martinez[carece de fontes?]

### Cerimônias de Premiação
| Ano  | Cerimônia           | Apresentador(es) | Local da Cerimônia                                           | Personalidade (s) - Premios Latino de Oro |
| ---- | ------------------- | ---------------- | ------------------------------------------------------------ | --- |
| 2016 | Premios Latino 2016 | Irma Soriano     | Palacio de Congresos de Marbella - Marbella, Malaga, Espanha | Rodolfo Sancho, Raúl, Soledad Gimenez, Mabel Lozano, Kike Mesa, Eva Isanta, Paloma San Basilio, Rodrigo Sancho, Manolo Tena, Carlos Baute, Gay Mercader, El Coala, |
| 2017 | Premios Latino 2017 | Eva Isanta       | Palacio de Congresos de Marbella - Marbella, Malaga, Espanha | Quiéreme como soy, Lucrecia, Sergio Contreras, Hugo Salazar, Juan de Juan,                                                                                         |
| 2018 | Premios Latino 2018 | Lucrecia         | Palacio de Congresos de Marbella - Marbella, Malaga, Espanha | Toñi Prieto, Imanol Arias, King Africa, Jordi Cubino, Rozalén, Enrique Bunbury, Joaquín Cortéz, Belén Rueda, María Parrado, Caco Senante, Omer Pardillo            |

### Premiação de videoclipes
Na cerimônia de 15 de Setembro de 2018 no Palacio de Congresos de Marbella, o videoclipe da música Guarde Na Mente (Compositor: Luccas Trevisani ) da banda brasileira Balara foi premiado em duas categorias:
- "Melhor Mensagem Social em Videoclipe Musical (Mejor Mesaje Social)"[13]
- "Melhor Produção em Videoclipe Musical (Mejor Producción)"[13]